# جائزة اليونسكو لتعليم السلام
تُمنح جائزة اليونسكو لتعليم السلام سنويًا منذ عام 1981. الهدف الرئيسي لجائزة اليونسكو التعليمية هو تشجيع الجهود الممتازة في السعي للوصول إلى تعليم ذي جودة أفضل. تصل قيمة الجائزة إلى 60 ألف دولار أمريكي وتكريم الأنشطة غير العادية للتثقيف في مجال السلام وفقًا لروح دستور اليونسكو.

## الحاصلون على الجائزة
- 2008: معهد العدالة والمصالحة (جنوب أفريقيا)

- 2006: كريستوفر جريجوري ويرامانتري (سريلانكا)

- 2003: إميل شوفاني، أرشمندريت الروم الكاثوليك في الناصرة
- 2002: مدرسة سيتي مونتيسوري، لكناو (الهند)
- 2001: المركز اليهودي العربي لتعليم السلام في جفعات هافيفا (إسرائيل) والأسقف نيلسون أونونو أونوينغ، أوغندا
- 2000: معلم السلام الأسترالي توه سوي هين
- 1999: منظمة أمهات ميدان مايو، بوينس آيرس، الأرجنتين.

- 1998 مربون من أجل السلام والتفاهم المتبادل (أوكرانيا)

- 1997: فرانسوا جيرود (فرنسا).
- 1996: كيارا لوبيتش (ايطاليا).
- 1995: مركز دراسة السلام وحل النزاعات (النمسا)
- 1994: برايود بايوتو (تايلاند).
- 1993: مادلين دي فيتس (بلجيكا) والمعهد العالي لدراسات السلام في جامعة كيونغ هي (كوريا الجنوبية)
- 1992: الأم تيريزا
- 1991: روث ليجر سيفارد (الولايات المتحدة) / كورس سانت ماري دي هان (السنغال).
- 1990: ريغوبيرتا مينشو توم (غواتيمالا) / مشروع نماذج النظام العالمي (WOMP)
- 1989: روبرت مولر (فرنسا) / الرابطة الدولية لبحوث السلام (IPRA).
- 1988: فرير روجر تيزيه (فرنسا)
- 1987: لورانس ديونا (سويسرا) / خدمة السلام والعدالة في أمريكا اللاتينية
- 1986: باولو فريري (البرازيل).
- 1985: إندار جيت ريخيي (الهند) / معهد جورج إيكرت لبحوث الكتب المدرسية الدولية (ألمانيا)
- 1984: رابطة الأطباء الدوليين لمنع الحرب النووية
- 1983: باكس كريستي الدولية
- 1982: معهد ستوكهولم الدولي لبحوث السلام (SIPRI)
- 1981: هيلينا ككونن (فنلندا) / المنظمة العالمية للحركة الكشفية

## روابط خارجية
- "UNESCO Prize for Peace Education". UNESCO. مؤرشف من الأصل في 2013-08-11. اطلع عليه بتاريخ 2012-06-15.